# Hana Taguchi
Hana Taguchi (田口華), née le 4 mars 2000 à la Préfecture de Nagano au Japon, est une chanteuse et idole japonaise, ex-membre du groupe féminin japonais Sakura Gakuin et ses sous-groupes Mini-Patissier et Pastel Wind.
Elle est produite par l'agence de talent Amuse, Inc..

## Groupes
- Sakura Gakuin (2011 - 2015)
  - Mini-Patissier (2011 - 2015)
  - Pastel Wind (2012 - 2015)

## Discographie en groupe

### Avec Sakura Gakuin
| #             | Date de sortie   | Titre de l'album                         | Label                 | Remarques                |               |               |               |               |
| Albums studio | Albums studio    | Albums studio                            | Albums studio         | Albums studio            | Albums studio | Albums studio | Albums studio | Albums studio |
| ------------- | ---------------- | ---------------------------------------- | --------------------- | ------------------------ | ------------- | ------------- | ------------- | ------------- |
| 2             | 21 mars 2012     | Sakura Gakuin 2011nendo ~FRIENDS~        | Universal Music Japan |                          |               |               |               |               |
| 3             | 13 mars 2013     | Sakura Gakuin 2012nendo ~My Generation~  | Universal Music Japan |                          |               |               |               |               |
| 4             | 12 mars 2014     | Sakura Gakuin 2013nendo ~Kizuna~         | Universal Music Japan |                          |               |               |               |               |
| 5             | 25 mars 2015     | Sakura Gakuin 2014nendo ~Kimi ni Todoke~ | Universal Music Japan | dernier album participé  |               |               |               |               |
| Singles       |                  |                                          |                       |                          |               |               |               |               |
| 2             | 21 décembre 2011 | Verishuvi                                | Universal Music Japan |                          |               |               |               |               |
| 3             | 15 février 2012  | Tabidachi no Hi ni                       | Universal Music Japan |                          |               |               |               |               |
| 4             | 5 septembre 2012 | Wonderful Journey                        | Universal Music Japan |                          |               |               |               |               |
| 5             | 27 février 2013  | My Graduation Toss                       | Universal Music Japan |                          |               |               |               |               |
| 6             | 9 octobre 2013   | Ganbare!!                                | Universal Music Japan |                          |               |               |               |               |
| 7             | 12 février 2014  | Jump Up ~Chiisana Yūki~                  | Universal Music Japan |                          |               |               |               |               |
| -             | 22 octobre 2014  | Heart no Hoshi                           | Universal Music Japan |                          |               |               |               |               |
| -             | 4 mars 2015      | Aogeba Tōtoshi ~From Sakura Gakuin 2014~ | Universal Music Japan | dernier disque participé |               |               |               |               |

### Avec Mini-Patissier
| 2012 | Yokubari Fille                     | Sakura Gakuin 2011nendo ~FRIENDS~       |
| 2013 | Miracle♪Pattyful♪Hamburguer        | Sakura Gakuin 2012nendo ~My Generation~ |
| 2013 | Pumkin Parade                      | Ganbare!!                               |
| 2013 | Acha! Cha! Kare                    | Ganbare!!                               |
| 2014 | Shi Yanarihan Nari Dorayaki Musume | Sakura Gakuin 2013nendo ~Kizuna~        |